# Colonia la Central
Colonia la Central är en ort i Mexiko.   Den ligger i kommunen San Felipe Jalapa de Díaz och delstaten Oaxaca, i den sydöstra delen av landet, 300 km sydost om huvudstaden Mexico City. Colonia la Central ligger 105 meter över havet och antalet invånare är 1 133.
Terrängen runt Colonia la Central är varierad, och sluttar österut. Runt Colonia la Central är det ganska glesbefolkat, med 39 invånare per kvadratkilometer. Närmaste större samhälle är San Felipe Jalapa de Díaz, 2,6 km sydväst om Colonia la Central. Omgivningarna runt Colonia la Central är en mosaik av jordbruksmark och naturlig växtlighet.